# Marie-Louise Perron
Pour les articles homonymes, voir Perron.
 (septembre 2022).
Marie-Louise Perron, née dans la Saskatchewan sur les terres ancestrales de son grand-père, est une activiste canadienne, figure de la communauté autochtone de la région d'Ottawa. Elle est particulièrement engagée pour sa communauté et plus généralement pour les communautés de l'Ontario.

## Ses ancêtres
Marie-Louise Perron descend d'une lignée de Premières nations du Manitoba. Ses ancêtres étaient des Métis de la rivière rouge. Les premiers Français de sa famille sont arrivés au Canada au XVIIe siècle.
Elle ne découvre que très tardivement ses origines métis, après avoir fait des recherches pour un cours d'anthropologie à l'université. Elle s'intéresse à l'engagement de son arrière-arrière-grand-père, Jean-Baptiste Ladéroute, lors de la Résistance de 1869-1870. 

## Son parcours académique et sa carrière professionnelle
Marie-Louise Perron étudie d'abord à l'Université de la Saskatchewan, dans laquelle elle obtient un baccalauréat en arts visuel et éducation. Elle s'oriente par la suite sur des études d'anthropologie au travers d'une maitrise es arts à l'Université de Laval dans la ville de Québec. C'est au cours de ce cursus qu'elle est amenée à se renseigne sur sa famille et découvre ses origines métis.
Par la suite, elle a occupé divers emplois publics en tant que professeur, mentor ou encore archiviste francophone. Elle a notamment travaillé pour les Archives provinciales de la Saskatchewan, la Bibliothèque et Archives Canada, ou encore au bureau du Commissaire des langues officielles du Canada. 
Désormais à la retraite, elle met aujourd'hui ses apprentissages au service de la communauté autochtone et utilise les arts (contes, aquarelles) pour faire valoir leurs traditions et modes de pensées autochtones. En novembre 2021, elle était présente au 27e festival du conte pour enfants d'Ottawa. 

## Ses engagements
Depuis 2016, elle occupe le rôle de chair au Conseil métis de la région d'Ottawa. Elle dirige les réunions et conduit une gouvernance effective à la fois professionnelle et inclusive. Durant la crise sanitaire, elle prend la gestion de toutes les questions relatives à la Covid-19, qui peuvent affecter différemment les populations métis et les Premières Nations. Elle s'engage auprès de l'organisme communautaire Santé publique Ottawa pour inclure davantage les personnes métis et autochtones dans les politiques publiques de santé de la ville.
Dans la lignée de sa maitrise, elle organise des ateliers généalogique pour reconnecter les personnes à leurs racines métis et autochtones.
Le 18 septembre 2021, Marie-Louise Perron s'est vu décerner le prix Suzanne Rochon-Burnett par l'assemblée générale de la Nation Métis de l'Ontario, qui récompense le volontaire de l'année. 
En 2015, elle participe à l'initiative Walking with our sisters: il s'agit d'un projet artistique qui consiste à installer 1700 paires de mocassins pour lutter contre l'invisibilisation des femmes et petites filles autochtones tuées ou disparues au Canada.
Elle intervient régulièrement dans les établissements post-secondaires de la région d'Ottawa tels que : Université Saint-Paul d'Ottawa, Collège Algonquin, Université Carleton ou encore Université d'Ottawa.